# Dr.Web LiveDisk
Dr.Web LiveDisk — программный продукт, основанный на стандартном антивирусном сканере Dr.Web. Этот сканер, будучи загруженным с CD/DVD-диска либо USB-накопителя, позволяет восстановить систему в тех случаях, когда вследствие вирусной активности произвести загрузку компьютера с жёсткого диска обычным способом невозможно.
До августа 2014 года работал под управлением операционной системы Gentoo Linux, в дальнейшем был создан LiveCD на основе Ubuntu с рабочим столом Mate 1.6.0, в котором через Wine 1.6 можно запустить лечащую утилиту Dr.Web CureIt. Предназначен для проверки компьютеров на базе Windows (файловые системы NTFS, FAT32 и FAT16).
Может быть запущен в одном из двух режимов: в обычном режиме с графическим интерфейсом и в безопасном режиме отладки (debug mode) с интерфейсом командной строки (консольный сканер). В приложении реализована возможность загрузки по локальной сети. Предусмотрена возможность обновления вирусных баз через интернет-соединение. На официальном сайте ISO-образ пересобирается с новыми вирусными базами ежесуточно. Имеется встроенный браузер.